# Counter-Strike Neo
Counter-Strike Neo är en japansk arkadspelsversion av datorspelet Counter-Strike. Spelet skiljer sig mest från originalet då man har gått ifrån det traditionella polis-tjuv scenariot och gått till en mer framtidsorienterad stil, med karaktärer klädda i cyborgaktiga dräkter.
Vapnen i spelet är de samma som i Counter-Strike: Source men priset på vissa vapen är förändrade.